# Задворско
Задворско је насеље у саставу Града Загреба. Налази се у четврти Брезовица. До територијалне реорганизације у Хрватској налазио се у саставу ужег подручја Града Загреба.

## Становништво
На попису становништва 2011. године, Задворско је имало 1.288 становника.

## Попис1991.
На попису становништва 1991. године, насељено место Задворско је имало 951 становника, следећег националног састава:
| Попис 1991.‍  | Попис 1991.‍  | Попис 1991.‍ | Попис 1991.‍ | Попис 1991.‍ |
| ------------ | ------------ | ----------- | ----------- | ----------- |
|              |              |             |             |             |
| Хрвати       | Хрвати       |             | 887         | 93,27%      |
| Срби         | Срби         |             | 25          | 2,62%       |
| Муслимани    | Муслимани    |             | 8           | 0,84%       |
| Словенци     | Словенци     |             | 4           | 0,42%       |
| Југословени  | Југословени  |             | 3           | 0,31%       |
| Албанци      | Албанци      |             | 2           | 0,21%       |
| Украјинци    | Украјинци    |             | 1           | 0,10%       |
| неопредељени | неопредељени |             | 15          | 1,57%       |
| непознато    | непознато    |             | 6           | 0,63%       |
| укупно: 951  |              |             |             |             |